# Parc naturel régional Corbières-Fenouillèdes
Le parc naturel régional Corbières-Fenouillèdes est un parc naturel régional français, situé dans les départements de l'Aude  et des Pyrénées-Orientales, en région Occitanie, dans le sud de la France.

Logo officiel du PNR Corbières-Fenouillèdes

Créé en 2021 après douze années d'études et de réflexions, il s'agit du 58e parc naturel régional du territoire français, le 8e de la région Occitanie.
Il englobe 99 communes situées en zone de piémont pyrénéen, principalement sur les massifs pré-pyrénéens et méditerranéens du Fenouillèdes et des Corbières, entre le massif du Madrès au sud-ouest, la vallée de la Têt au sud, la côte languedocienne à l'est et la vallée de l'Aude à l'ouest et au nord.
Il jouxte deux autres parcs naturels régionaux : le PNR des Pyrénées catalanes au sud-ouest, et celui de la Narbonnaise en Méditerranée à l'est.

## Présentation

### Territoires

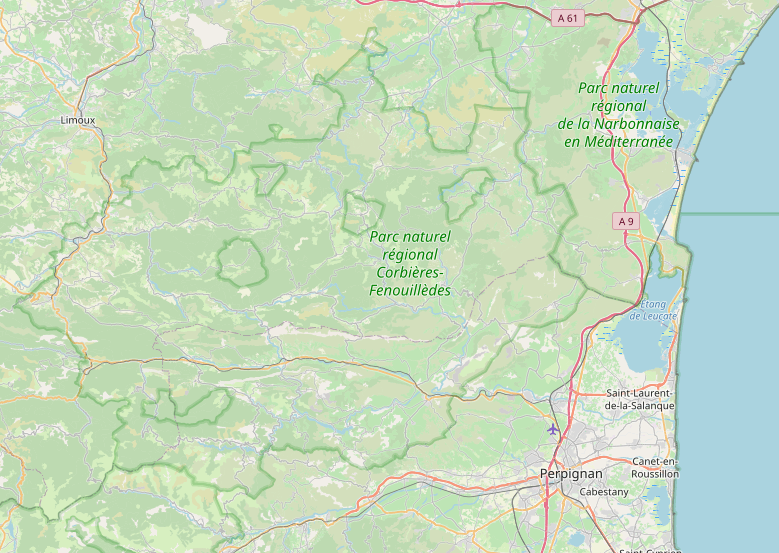
Périmètre du parc.

Le périmètre du parc englobe plusieurs ensembles géographiques, correspondant principalement au massif des Corbières au nord et au centre, au Fenouillèdes au sud, et à la haute vallée de l'Aude à l'ouest.
Les unités paysagères correspondantes sont le Haut-Fenouillèdes, le Fenouillèdes audois, les gorges de l'Aude et du Rébenty et la haute vallée de l'Aude en amont d'Alet-les-Bains, le plateau de Rennes-le-Château, le synclinal et les coteaux viticoles du Fenouillèdes, la vallée viticole du Verdouble, la plaine d'Estagel, la plaine viticole de Durban-Corbières et le bassin viticole de Tuchan, les garrigues d'Opoul-Périllos, les plateaux et plaines de Villerouge à Fontjoncouse, la vallée de l'Orbieu, les hautes Corbières méditerranéennes et montagnardes, la vallée du Rialsesse et les pâturages de Bouisse.
Son altitude varie d'environ 60 mètres dans la vallée de l'Agly à Estagel, à 1 843 mètres au pic Dourmidou, à l'extrémité sud-ouest du périmètre.

### Communes adhérentes
Le parc comprend 99 communes. 
69 se situent dans le département de l'Aude : Albas, Albières, Arques, Auriac, Axat, Belvianes-et-Cavirac, Bouisse, Bugarach, Campagne-sur-Aude, Camps-sur-l'Agly, Cassaignes, Couiza, Coustaussa, Cubières-sur-Cinoble, Cucugnan, Dernacueillette, Duilhac-sous-Peyrepertuse, Durban-Corbières, Embres-et-Castelmaure, Espéraza, Félines-Termenès, Fontjoncouse, Fraissé-des-Corbières, Ginoles, Granès, Lagrasse, Lairière, Lanet, Laroque-de-Fa, Luc-sur-Aude, Maisons, Massac, Missègre, Montazels, Montfort-sur-Boulzane, Montgaillard, Mouthoumet, Padern, Palairac, Paziols, Peyrolles, Puilaurens, Quillan, Quintillan, Rennes-le-Château, Rennes-les-Bains, Rouffiac-des-Corbières, Saint-Julia-de-Bec, Saint-Ferriol, Saint-Jean-de-Barrou, Saint-Just-et-le-Bézu, Saint-Louis-et-Parahou, Saint-Martin-Lys, Saint-Martin-des-Puits, Saint-Pierre-des-Champs, Salvezines, Salza, Serres, Sougraigne, Soulatgé, Talairan, Termes, Terroles, Tuchan, Valmigère, Véraza, Vignevieille, Villeneuve-les-Corbières, Villerouge-Termenès.
30 se situent dans le département des Pyrénées-Orientales : Ansignan, Bélesta, Campoussy, Caramany, Cassagnes, Caudiès-de-Fenouillèdes, Estagel, Feilluns, Fenouillet, Fosse, Lansac, Latour-de-France, Lesquerde, Maury, Montner, Opoul-Périllos, Pézilla-de-Conflent, Planèzes, Prats-de-Sournia, Prugnanes, Rabouillet, Rasiguères, Saint-Arnac, Saint-Martin-de-Fenouillet, Saint-Paul-de-Fenouillet, Sournia, Tautavel, Trilla, Vingrau, Le Vivier.

### Administration et gestion
Le parc est géré par le syndicat mixte de gestion et d'aménagement du parc naturel régional Corbières-Fenouillèdes, qui siège à Tuchan (Aude), et réunit la région Occitanie, les départements de l'Aude et des Pyrénées-Orientales, les EPCI et communes inclus dans le périmètre d'étude du parc, soit 7 EPCI et 99 communes.

## Histoire
Le projet naît lors d'une réunion à Cubières-sur-Cinoble le 12 octobre 2009, où les présidents de 7 intercommunalités et les maires de 81 communes décident de saisir le président de la région Languedoc-Roussillon Georges Frêche pour lancer un projet d'étude visant à la création d'un parc sur leur territoire. L'étude est finalement lancée en 2012, pilotée par la Communauté de communes Agly Fenouillèdes (Pyrénées-Orientales). En mai 2014 est créée une association d'émergence du PNR à Couiza ; elle est présidée par Hervé Baro, du conseil départemental de l'Aude. Le périmètre d'étude est révisé, intégrant désormais 106 communes en s'élargissant principalement vers le sud et l'est.
En 2019, une démarche participative visant à définir le logotype du futur parc est lancée. Elle permet de recueillir les suggestions du grand public, puis se poursuit par un travail graphique internalisé réalisé par la chargée de communication du parc, Marina Bonetto. Le logo aboutit sur le choix d'un visuel réunissant une silhouette de château fortifié, un relief de vallon et un rapace.
En 2020, les communes du périmètres d'étude délibèrent sur leur adhésion ou non au parc. 7 des 106 communes décident de ne pas approuver la charte (Cascastel-des-Corbières, Davejean, Fourtou, Gincla, Montjoi dans l'Aude, Vira et Trévillach dans les Pyrénées-Orientales).
C'est par un décret du Premier ministre Jean Castex publié au Journal officiel le 5 septembre 2021 que la création du parc est officialisée.

## Patrimoine naturel
Plusieurs sites naturels classés sont intégrés au parc :
- Défilé de la Pierre-Lys et gorges Saint-Martin
- Le Pech de Bugarach et la crête nord du synclinal du Fenouillèdes (gorges de Galamus, châteaux de Peyrepertuse, Queribus, Padern, le défilé du Grau de Maury...)
- Château fort de Termes-en-Termenès et ses abords
- Château d'Opoul et ses abords

Ainsi que des sites naturels inscrits comme les gorges de Saint-Georges, de l'Orbieu, de Saint-Jaume...
des zones naturelles protégées comme :
- Forêt des Fanges (ZNIEFF 910030124)[6]
- Forêt de Boucheville (Arbre remarquable au Vivier) (ZNIEFF 910011276 Fenouillèdes Audois)[7]
- Gorges de Pierre-Lys (ZNIEFF 910030105)[8]
- Massif du Fenouillèdes septentrional (ZNIEFF 910011773)[9]

## Patrimoine culturel
- La caune de l'Arago et le Musée de la Préhistoire de Tautavel
- Les Châteaux du Pays cathare dont ceux de Puilaurens, Arques, Villerouge-Termenès (voir aussi plus haut)

## Pour en savoir plus